# ستيف تومسون (لاعب كرة قدم مواليد 1963)
ستيف تومسون (بالإنجليزية: Steven Thompson)‏ هو لاعب كرة قدم ومدرب كرة قدم بريطاني في مركز الوسط، ولد في 12 يناير 1963 في بليموث في المملكة المتحدة. شارك مع منتخب إنجلترا لكرة القدم C ‏. أما مع النوادي، فقد لعب مع نادي بريستول سيتي ونادي توركي يونايتد ونادي وكينغ وويكمب وندررز ويوفل تاون.

## وصلات خارجية
- ستيف تومسون (لاعب كرة قدم مواليد 1963) على موقع قاعدة بيانات كرة القدم.إي يو (الإنجليزية)
- ستيف تومسون (لاعب كرة قدم مواليد 1963) على موقع Soccerbase.com (مدرب) (الإنجليزية)